# Ichthydium plicatum
Ichthydium plicatum är en djurart som tillhör fylumet bukhårsdjur, och som beskrevs av Francesco Balsamo och Fregni 1995. Ichthydium plicatum ingår i släktet Ichthydium och familjen Chaetonotidae. Inga underarter finns listade i Catalogue of Life.